# Franz Lambert
Pour les articles homonymes, voir Lambert.
Œuvres principales
Hymne de la FIFA
Franz Lambert est un compositeur et organiste allemand, né à Heppenheim le 11 mars 1948. C'est un joueur d'orgue Wersi et il a sorti plus de 100 albums.

## Biographie
Sa première apparition publique remarquée fut en 1969 dans l'émission de télévision allemande Zum Blauen Bock, après laquelle il reçut son premier contrat d'édition. Il a joué avec plusieurs célébrités, parmi lesquelles le prince Charles et Helmut Schmidt.

## Œuvres
Une de ses œuvres est l'Hymne de la FIFA, qui a été jouée pour la première fois à la coupe du monde de football de 1994.